# Arctodiaptomus similis
Arctodiaptomus similis is een eenoogkreeftjessoort uit de familie van de Diaptomidae. De wetenschappelijke naam van de soort is voor het eerst geldig gepubliceerd in 1859 door Baird.